# Piper globulantherum
Piper globulantherum är en pepparväxtart som beskrevs av C. Dc.. Piper globulantherum ingår i släktet Piper och familjen pepparväxter. Inga underarter finns listade i Catalogue of Life.